# Eddie Thomas Petersen
Eddie Thomas Petersen (født 18. august 1951 i Skagen) er en dansk filminstruktør.

## Biografi
Hans karriere startede på Århus Teater og siden hen flyttede han til København. Eddie Thomas Petersens karriere som instruktør startede på Det Danske Filmværksted i 1983, hvor han instruerede den selvbiografiske film, Tøsedrengen. Senere kom han til at arbejde i Danmarks Radios børne- og ungdomsafdeling, hvor han instruerede sine to novellefilm: Salamander Søen og Nanna og Pernille, hvoraf den sidste indbragte ham den første pris, en Robert.
Han debuterede som spillefilminstruktør med filmen Springflod, med bl.a. debutanten, den senere kendte skuespillerinde, Trine Dyrholm i hovedrollen. Efterfølgende har han blandt andet skrevet og instrueret den succesfulde tv-serie Strisser på Samsø, der blev vist på TV 2.
Eddie Thomas Petersen skrev i 2002 sin første roman, Kys, der samme år vandt debutantprisen. I 2005 udkom han med krimi-romanen Kettys Blues.

## Filmografi

### Instruktør
- Tsatsiki - Venner for altid (2001)
- Kommissarie Winter (2001) tv-serie
- Strisser på Samsø (1997) tv-serie (12 afsnit)
- Roser og persille (1993)
- Eksamen (1993)
- Springflod (1990)
- Nanna og Pernille (1988)[1]
- Salamandersøen (1984)
- Tøsedrengen (1983)

### Manuskriptforfatter
- Tsatsiki - Venner for altid (2001)
- Strisser på Samsø (1997) tv-serie (12 afsnit)
- Eksamen (1993)
- Springflod (1990)
- Tøsedrengen (1983)